# Logica di ordine zero
La logica di ordine zero è la logica del primo ordine depurata da variabili e/o da quantificatori. Alcuni autori usano la frase "logica dell'ordine zero" come sinonimo del calcolo proposizionale, sebbene una definizione alternativa la estenda mediante l'aggiunta di costanti, operazioni e relazioni su valori non booleani. Ogni linguaggio di ordine zero in questo senso più ampio è completo e compatto.